# Carta Pisana

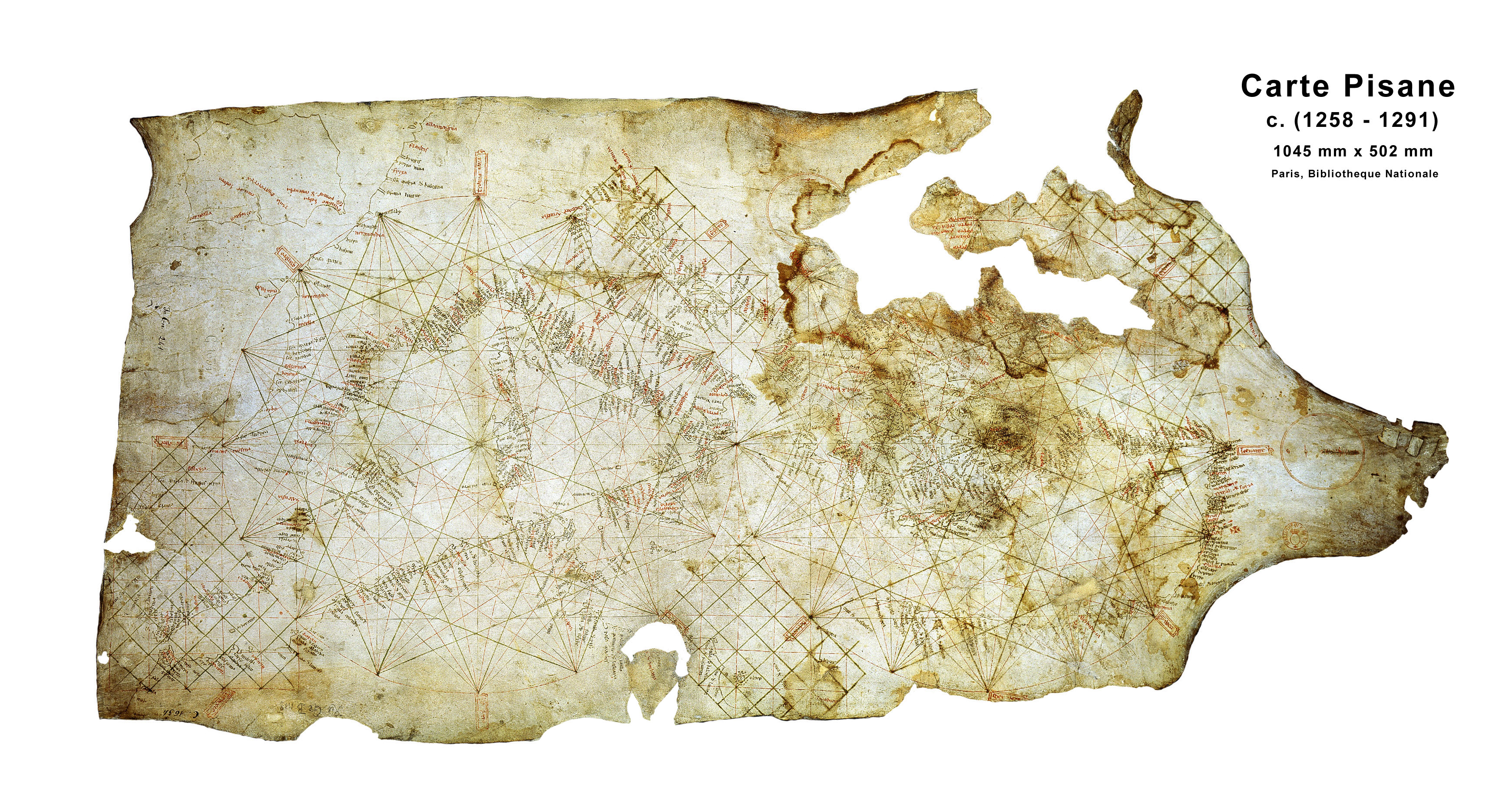
De Carta Pisana.

De Carta Pisana is een kaart, gemaakt aan het einde van de 13e eeuw. Het is een zogenaamde portolaan, die een gedetailleerd overzicht van de kusten en vele havens toont, maar geen inzicht geeft in de topografie van het binnenland. Hij werd gevonden in Pisa, vandaar zijn naam. De kaart toont het hele Middellandse Zeegebied, de Zwarte Zee en een deel van de Atlantische kust, van het noorden van het huidige Marokko tot het huidige Nederland. De nauwkeurigheid van de kaart is het grootst rond de Middellandse Zee. Het is de oudste overgeleverde zeekaart (het is niet alleen een kaart maar ook een document dat navigatieaanwijzingen toont).
De kaart bevindt zich in de Bibliothèque nationale de France te Parijs.

## Oorsprong en inhoud
Mogelijke plaatsen van herkomst van de kaart zijn Pisa, waar hij werd gevonden, Venetië en Genua. De concentratie van de havens die op de kaart worden vermeld, is het hoogst voor de kust van de Tyrreense Zee, en het laagst voor die van de Ionische Zee . Dit kan erop wijzen dat de kaart van Genuese oorsprong is. Daarnaast is er in 1270 de eerste vermelding op schrift van het gebruik van zo'n gedetailleerde maritieme kaart in relatie tot een Genuees schip.
De grotere onnauwkeurigheid van het Atlantische deel van de Carta Pisana, in vergelijking met het Mediterraanse deel, kan worden gedemonstreerd aan de hand van de weergave van Groot-Brittannië: een onregelmatige rechthoekige vorm. Er zijn slechts zes plaatsnamen vermeld in Groot-Brittannië. Civitate Londra (Londen) wordt in het midden van de zuidkust getoond.
Wat de leeftijd van de kaart betreft, wordt dat gedeeltelijk verraden door de vermelding van de stad Manfredonia, die in 1256 door koning Manfred van Sicilië werd gesticht.
De bronnen die voor het maken van de Carta Pisana werden gebruikt, zijn moeilijk te bepalen. Het gebruik van verschillende dialecten in de plaatsnamen die op de kaart zijn aangegeven, zouden kunnen wijzen op meerdere regionale bronnen die zijn samengevoegd. Andere mogelijkheden zijn een hypothetisch oudere, niet meer bestaande portolaan, of oude Romeinse kaarten. Er is echter geen bewijs voor het bestaan van een oudere portolaan, en het feit dat de meest opvallende fout van de kaart Italië zelf betreft zou de theorie van Romeinse invloed tegenspreken.

## Navigatie
De kaart omvat bijna het complete Mediterrane gebied in twee cirkels, een voor het westelijke, en een voor het oostelijke deel. Deze cirkels zijn verdeeld in zestien segmenten, de kaart van zestien corresponderende windrichtingen voorziend. Verder bevat het een afstandsschaal, onderverdeeld in verschillende segmenten die overeenkomen met 200, 50, 10 en 5 mijl. De exacte lengte van deze "portolaanse mijl" is moeilijk om te rekenen in hedendaagse lengte-eenheden, gezien discrepanties tussen geografische gebieden op deze en andere kaarten; maar het wordt meestal geschat op ongeveer 1,25 kilometer. De kaart vertoont voorts een rooster waarvan het doel onbekend is.